# Gustinho Ribeiro
Luiz Augusto Carvalho Ribeiro Filho (Aracaju, 16 de fevereiro de 1982) é um gestor público  e político brasileiro.

## Política
Em 2018 foi eleito deputado federal pelo Sergipe, sendo re-eleito em 2022.